# Berg, Norveška
lat_seclon_seclon_minlat_deglon_deglat_min
Berg je občina v administrativni regiji Troms na Norveškem. Občina Berg je bila  ustanovljena 1. januarja 1838. Občina Torsken se je od Berga odcepila 1. januarja 1902.
V občini je bila zgrajena prva hidroelektrarna na svetu (v okviru rudarske skupnosti Hamn i Senja. S prenehanjem rudarske industrije je prenehala tudi »električna avantura«. Še vedno so ohranjene zgradbe v naselju Hamn, kjer je danes luksuzen hotel.
Občina leži ob obali Atlantika na zahodni strani otoka Senja. Središče občine predstavlja naselje Skaland. Prva ženska pastorka luteranske cerkve je delovala v župniji od leta 1961 dalje.

## Ime
Občina (sprva župnija) je imenovana po stari kmetiji Berg (ista beseda se uporablja tudi za goro).

## Grb
Grb občine je nastal leta 1987. Predstavlja tri gore, imenovane Trælen, Oksen in Kjølva.